# Sphagnum subovalifolium
Sphagnum subovalifolium là một loài rêu trong họ Sphagnaceae. Loài này được Müll. Hal. & Warnst. mô tả khoa học đầu tiên năm 1897.